# Luc André Diouf
Luc André Diouf Dioh, né le 18 janvier 1965 à Joal-Fadiouth au Sénégal, est un homme politique espagnol membre du Parti socialiste ouvrier espagnol (PSOE).
Il est élu député de la circonscription de Las Palmas lors des élections générales de 2019, devenant de ce fait le premier député espagnol d'origine sénégalaise .